# Waldemar Tietgens
Waldemar Tietgens (* 26. März 1879 in Hamburg; † 28. Juli 1917 in Langemark-Poelkapelle, Flandern) war ein deutscher Ruderer, der mit dem Vierer mit Steuermann 1900 erster deutscher Olympiasieger im Rudern wurde.

## Karriere
Bei den Olympischen Spielen 1900 wurden auf der Seine in Paris erstmals olympische Wettkämpfe im Rudern ausgetragen. Der Hamburger und Germania Ruder Club hatte die Besatzung für einen Achter nach Paris entsandt. Einige Ruderer aus diesem Achter, nämlich Oskar Goßler, sein Bruder Gustav Goßler sowie Walther Katzenstein und Waldemar Tietgens traten zusätzlich im Vierer mit Steuermann an. In den Vorläufen am 25. August konnte sich der Achter als Dritter seines Vorlaufs und der Vierer mit Steuermann als Erster seines Vorlaufs für das Finale qualifizieren. Das Finale im Achter fand am 26. August statt. Die Hamburger hatten für das Finale ihren Steuermann Alexander Gleichmann von Oven gegen einen jüngeren und 45 Pfund leichteren französischen Steuermann ausgewechselt, konnten aber mit der anderen Gewichtsverteilung im Boot nicht umgehen und belegten den vierten Platz.
Im Vierer mit Steuermann gab es Proteste gegen die Qualifikation, was am 26. August in einem Ausscheidungsrennen korrigiert werden sollte. Darüber waren nicht alle Teilnehmer informiert worden, sodass einige Boote fehlten, darunter auch der Vierer von Germania Hamburg. Daraufhin kam es zu der Entscheidung, das Ergebnis des Ausscheidungsrennens als offizielles Finalergebnis zu werten und für die drei Boote, die dieses Rennen verpasst hatten, am 27. August ein weiteres offizielles Finale auszurichten. Durch diesen Kompromiss gibt es für die Olympischen Spiele 1900 zwei offizielle Endläufe mit offiziellen Olympiasiegern, Olympiazweiten und Olympiadritten.
Zum zweiten Finale am 27. August traten neben dem Hamburger Boot Mannschaften von Minerva Amsterdam und vom Ludwigshafener Ruderverein an. Die Hamburger setzten als Steuermann einen weiteren Bruder von Oskar und Gustav Goßler ein, den 15-jährigen Carl Goßler. Die Hamburger gewannen das Rennen mit über einer Bootslänge Vorsprung auf die Amsterdamer, die wiederum knapp vor den Ludwigshafenern das Ziel erreichten. Der Sieg der Hamburger war nicht nur der erste Olympiasieg deutscher Ruderer, sondern auch der erste Sieg eines deutschen Bootes bei einer größeren Regatta im Ausland überhaupt.
Der Kaufmann Waldemar Tietgens fiel 1917 in Flandern.